# كايل ماينارد
كايل ماينارد (بالإنجليزية: Kyle Maynard)‏ هو فنان قتال مختلط أمريكي، ولد في 24 مارس 1986 في جورجيا في الولايات المتحدة.

## وصلات خارجية
- كايل ماينارد على موقع شيردوغ (الإنجليزية)